# Ariadne enotrea
Ariadne enotrea är en fjärilsart som beskrevs av Pieter Cramer 1782. Ariadne enotrea ingår i släktet Ariadne och familjen praktfjärilar. Inga underarter finns listade i Catalogue of Life.

## Bildgalleri

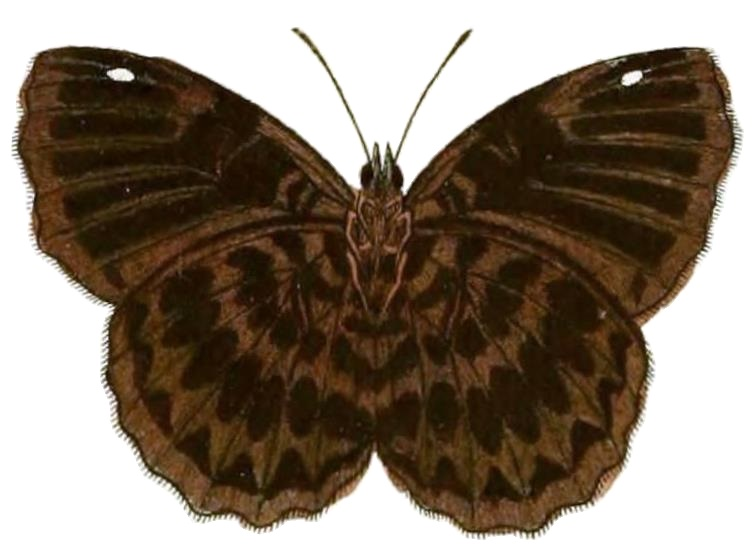
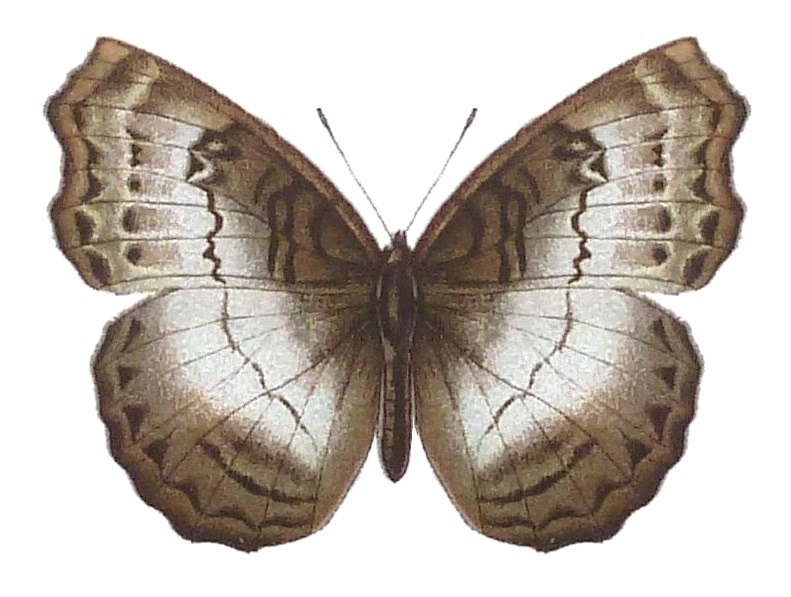